# 斯卡莱塔赞克莱阿
斯卡莱塔赞克莱阿（義大利語：Scaletta Zanclea），是意大利西西里大区墨西拿廣域市的一个市镇。总面积5平方公里，人口2415人，人口密度483.0人/平方公里（2009年）。ISTAT代码为083094。